# Richard Saringer
Richard Saringer (* 14. November 1967 in Eisenstadt) ist ein österreichischer Schauspieler.

## Leben
Richard Saringer absolvierte ein Schauspielstudium am Konservatorium der Stadt Wien bei Elfriede Ott (1990) und Hans Weigel. Am Wiener Volkstheater und dem Ensemble Theater Wien hatte er erste Engagements. Er etablierte sich als festes Ensemblemitglied am Schauspielhaus Graz, am Theater Ulm, am Staatstheater Darmstadt und dem Theater Dortmund. Danach arbeitete er an einer Theaterproduktion des Stückes Kunst von Yasmina Reza im Salzburger Rupertinum – Museum der Moderne mit und hatte anschließend Gastspiele in Deutschland, Österreich und der Schweiz. Von 2005 bis 2011 war Saringer Dozent für Rollenstudium an der Folkwang Universität der Künste in Essen.
Er arbeitete 2011 und 2012 als Rezitator und Gastspieler an der Universitätsbibliothek der Fernuniversität in Hagen. 2012 gastierte er bei den Schlossspielen Hohenlimburg. Im Januar 2013 hatte er als Gründungsmitglied der Schauspielproduktion AustroPott seine Premiere mit Rezas Drama Kunst im Dortmunder U.

## Rollen (Auswahl)
Richard Saringer war beteiligt in der Besetzung folgender Inszenierungen:
- Michel in Erich Frieds Und alle seine Mörder..., Künstlerhaus Wien 1990[6]
- Tristan Tzara in Travesties, Moulin Rouge Wien 1991, Regie Bruno Max[6][7]
- Don Juan, Sohn des Don Louis in Don Juan, Ensemble Theater Wien 1992, Regie Stephan Bruckmeier[6][8]
- Dr. Diafo in Molières Der eingebildete Kranke, Ensemble Theater Wien 1992[6]
- Damis, Sohn von Orgon in Molières Tartuffe, Ensemble Theater Wien 1992[6]
- Er 2 in Ernst Jandls Aus der Fremde, Studiozelt 1992[6]
- Lysander in Beat Fähs Bearbeitung Rose und Regen, Schwert und Wunde (Ein Sommernachtstraum), Schauspielhaus/Thalia-Theater Graz 1992[6]
- Osvald Alving in  Henrik Ibsens Gespenster,  Schauspielhaus Graz 1993[6]
- Der Menschenaffe in Franz Kafkas Ein Bericht für eine Akademie, Staatstheater Darmstadt 1998, Regie Peter Heusch[9]
- Wassilkov  in Alexander Nikolajewitsch Ostrowskis Tolles wildes Geld, Smolensk und Schloss Hohenlimburg 2012[10]
- Karenin und Serjosha in Lew Tolstois Anna Karenina, Prinzregenttheater Bochum 2013[11]
- Der Eheberater in Daniel Glattauers Die Wunderübung, Dortmund 2014[12]
- Alexandre in Éric Assous’ Le Bonheur, Salzburg 2019[13]
- Pantalone in Carlo Goldonis Der Diener zweier Herren, Salzburg 2021[14]